# Repant
Repant är ett norskt företag med dotterbolag i Sverige som gör returautomater för returglas, aluminiumburkar och PET-flaskor. Repant har några procent av den svenska marknaden med tre olika modeller.